# Calle de los Héroes (Sagunto)
La calle de los Héroes es una vía pública de la ciudad española de Sagunto.

## Descripción
La vía discurre desde la calle Mayor hasta el carrer de les Penyetes. Honra con el título a aquellos que lucharon contra las fuerzas de Aníbal en la segunda guerra púnica. Aparece descrita en el Nomenclator de las calles, plazas y puertas antiguas y modernas de la ciudad de Sagunto (1901) de Antonio Chabret y Fraga con las siguientes palabras:

Héroes (calle de los). Se entra por la calle Mayor y desemboca en la de les Peñetes. Antes se llamaba de les Paleres, y la denominación actual, es moderna. Aunque la ofrenda sea modesta, pues no hay mármoles y bronces que basten á perpetuar la gloria de aquellos indomables saguntinos, que quisieron sacrificarse antes que entregarse al ambicioso Anibal, bueno es que se inculque en la imaginación del pueblo el famoso acontecimiento que imitaron depués los que han levantado en alto la enseña de la lealtad é independencia nacional.
(Chabret y Fraga, 1901, p. 59)